# Iglesia de San Pedro de Larroya
La iglesia de San Pedro fue un templo católico ubicado en las proximidades de la localidad española de Santalecina, en la provincia de Huesca.

## Descripción
Su estado actual es ruinoso, hasta el punto que solo resta de la construcción original un arco apuntado. Se ubica entre las localidades aragonesas de Santalecina y Castelflorite —dentro del término municipal oscense de San Miguel del Cinca—, entre campos de cultivo. Mariano de Pano y Ruata remonta su origen al siglo XII, si bien otras fuentes datan los restos actuales en el siglo XIV. A finales del siglo XIX ya se encontraba en ruinas, si bien todavía contaba con una portada con arco ojival. Tanto Pano y Ruata como Guitart Aparicio hacen referencia al edificio en clave de santuario.